# Unterer Kiliansteich
Der Untere Kiliansteich war ein Stauteich in Sachsen-Anhalt. Es handelte sich um einen Erddamm mit Kerndichtung aus Rasenplacken. Aufgestaut wurde der Büschengraben und möglicherweise der Rödelbachgraben.

## Beschreibung und Geschichte
Das Jahr der Erbauung ist nicht genau bekannt, erfolgte jedoch unter Leitung von Georg Christoph von Utterodt und kann daher auf die Zeit um 1700 datiert werden. Am wahrscheinlich ist die Zeit 1703–1704 – als auch die weiteren Teiche der Staukaskade errichtet wurden. Die Dammhöhe betrug etwa 10 m, die Größe des Stauraums 80.000 m³. Der Wasserspiegel lag bei Vollstau auf 428,9 m. Der Grundablass war als hölzernes Gerinne ausgeführt. Der Teich war mit einem wasserseitigen Striegelgerüst versehen.
Der Damm des Unteren Kiliansteichs brach 1901 bei einem Hochwasser. Ab 1990 wurde der obere Teich der Kaskade saniert und an Stelle des unteren Teichs die Talsperre Kiliansteich erbaut.
Im Zuge der Sanierung wurde der alte hölzerne Grundablass am 25. September 1990 durch eine Initiative von Erika und Siegfried Lorenz geborgen. Nach der Langzeitkonservierung bei den Harzwasserwerken in Clausthal-Zellerfeld, die die Kosten von Transportes und Konservierung übernahmen, erfolgte am 19. August 2010 der Rücktransport nach Straßberg. Das Holzgerinne ist seit dem Museumsstück in der Grube Glasebach.